# Cyclocross-Weltmeisterschaften 1977
Die Cyclocross-Weltmeisterschaften 1977 wurden am 30. Januar in Hannover ausgetragen, das zum zweiten Mal Gastgeber dieser Wettkämpfe war. Veranstaltungsort war das Niedersachsenstadion, die Organisation übernahm der Radsport-Verein Grün-Weiß Hannover von 1925.

## Ergebnisse

### Profis
| Platz | Land    | Sportler           |
| ----- | ------- | ------------------ |
| 1     | Schweiz | Albert Zweifel     |
| 2     | Schweiz | Peter Frischknecht |
| 3     | Belgien | Erik De Vlaeminck  |

### Amateure
| Platz | Land             | Sportler            |
| ----- | ---------------- | ------------------- |
| 1     | Belgien          | Robert Vermeire     |
| 2     | Deutschland      | Ekkehard Teichreber |
| 3     | Tschechoslowakei | Vojtěch Červínek    |